# أنطونيو فيتورينو
أنطونيو فيتورينو (بالبرتغالية: António Vitorino ‏) (و. 1957  م) هو سياسي، ومحامي، وقاضي برتغالي، ولد في لشبونة.

## مناصب
تولى منصب وزير الدفاع الوطني (28 أكتوبر 1995–25 نوفمبر 1997)
- عضو في البرلمان الأوروبي (19 يوليو 1994–28 أكتوبر 1995)[2]
- عضو مجلس الجمهورية  [لغات أخرى]‏.

## التعليم
تعلم في جامعة لشبونة.